# Lokca
Lokca is een Slowaakse gemeente in de regio Žilina, en maakt deel uit van het district Námestovo.
Lokca telt 2.245 inwoners.